# FM番組トピックス
FM番組トピックス（エフエムばんぐみ・トピックス）は、NHK-FM放送の番組宣伝番組である。

## 概要
- 元々この枠はミュージックプラザ第1部・クラシック音楽の再放送で、冒頭の生放送部分を割愛した都合上生じた平日9:17-9:20の枠の穴埋め（フィラー）として放送されていた「FM放送・この後の番組から」というもので、2008年に「クラシックカフェ」として再分離・独立した際、平日のみ5分間に枠を拡大し、タイトルを制定したものである。
- 2011年度より土曜・日曜も5分枠に拡大し、BSプレミアムの番組案内もされるようになった。
- 放送は平日は9:15-9:20、土曜・日曜は10:55-11:00である。
- 番組の前半はその日（翌日5時の放送上の曜日切り替えまで）放送される主な番組の簡単な内容を説明し、後半は翌日以後に放送される番組の聞き所を紹介する。2011年度からはこの後にFM放送のホームページ・携帯サイトの案内があり、続いてBSプレミアムの番組案内がある。FM放送での案内であるためか、クラシック音楽関係の番組を紹介することが多い。
- 2011年度末をもって当番組は終了した[1]。後番組は「音の風景」。